# Hogna nervosa
Hogna nervosa är en spindelart som först beskrevs av Eugen von Keyserling 1891.  Hogna nervosa ingår i släktet Hogna och familjen vargspindlar. Inga underarter finns listade i Catalogue of Life.